# العقرب (مسلسل)
العقرب، مسلسل تلفزيوني مصري عرض في رمضان 1434هـ/2013م.

## قصة المسلسل
تدور أحداث المسلسل حول شخصية "جابر"،وهو شاب يكسب قوت يومه بذراعه عن طريق إتباع القوة والتمرد على الآخرين، حيث يقوم بالعديد من أعمال البلطجة والنهب والسرقة حتى يحترف تجارة الآثار، ولكنة بذلك يدخل في مشاكل مستمرة مع والدته التي ترفض أن ينفق عليها من أمواله الحرام هي وبناتها، فتضطر للعمل كبائعة خضار وأحيانا كخادمة في بعض المنازل.

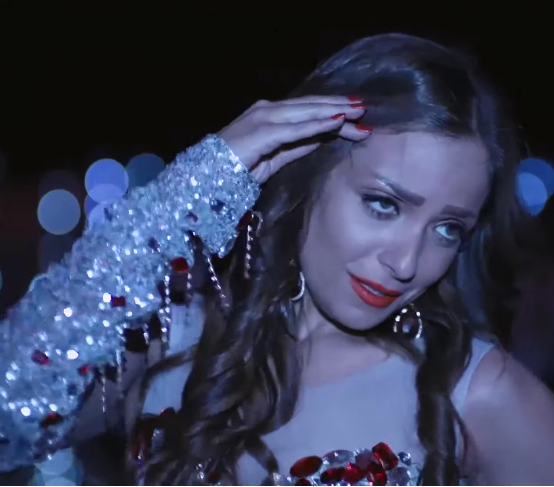
ريم البارودي في دور أشجان

## بطولة
- منذر رياحنة
- لقاء الخميسي
- محمد لطفي
- ريم البارودي
- جمال عبد الناصر
- حجاج عبد العظيم
- منة فضالي
- هادي الجيار
- أحمد صيام
- شريف صبحي
- عبد الله مشرف
- عمرو عبد العزيز
- حمدي هيكل
- أميرة العايدي
- لطفي لبيب
- هالة فاخر